# Dowha Bałka
Dowha Bałka (ukr. Довга Балка, do 2016 Artema, ukr. Артема) – wieś na Ukrainie, w obwodzie donieckim, w rejonie kramatorskim, w hromadzie Illiniwka. W 2001 liczyła 944 mieszkańców.